# Gran Premi d'Espanya del 2023
El Gran Premi d'Espanya de Fórmula 1, setena cursa de la temporada 2023, s'ha disputat al Circuit de Catalunya, a Montmeló entre els dies 2 a 4 de juny del 2023.

## Precedents
En aquest gran premi sota terres catalanes, la Fórmula 1 utilitzarà el traçat que és utilitzat per MotoGP des del 2021, eliminant la xicane RACC que es troba entre les corbes Europcar i Catalunya, l'últim sector de la volta que va ser utilitzat per la F1 cada any des de que fou introduit el 2007, i revertint les revoltes finals dels cotxes de Fórmula 1 a una configuració ràpida que la categoria va utilitzar per última vegada el 2006.

## Qualificació
La qualificació fou realitzat el dia 3 de juny.
| Pos.                | Nº | Pilot            | Equip/Motor           | Part 1   | Part 2   | Part 3   | Graella |
| ------------------- | -- | ---------------- | --------------------- | -------- | -------- | -------- | ------- |
| 1                   | 1  | Max Verstappen   | Red Bull-RBPT         | 1:13.615 | 1:12.670 | 1:12.272 | 1       |
| 2                   | 55 | Carlos Sainz Jr. | Ferrari               | 1:13.411 | 1:12.790 | 1:12.734 | 2       |
| 3                   | 4  | Lando Norris     | McLaren-Mercedes      | 1:13.295 | 1:12.776 | 1:12.792 | 3       |
| 4                   | 10 | Pierre Gasly     | Alpine-Renault        | 1:13.471 | 1:13.186 | 1:12.816 | 101     |
| 5                   | 44 | Lewis Hamilton   | Mercedes              | 1:12.937 | 1:12.999 | 1:12.818 | 4       |
| 6                   | 18 | Lance Stroll     | Aston Martin-Mercedes | 1:13.766 | 1:13.082 | 1:12.994 | 5       |
| 7                   | 27 | Nico Hülkenberg  | Haas-Ferrari          | 1:13.433 | 1:13.001 | 1:13.083 | 6       |
| 8                   | 31 | Esteban Ocon     | Alpine-Renault        | 1:13.420 | 1:13.283 | 1:13.229 | 7       |
| 9                   | 14 | Fernando Alonso  | Aston Martin-Mercedes | 1:13.747 | 1:13.098 | 1:13.507 | 8       |
| 10                  | 81 | Oscar Piastri    | McLaren-Mercedes      | 1:13.691 | 1:13.059 | 1:13.682 | 9       |
| 11                  | 11 | Sergio Pérez     | Red Bull-RBPT         | 1:13.874 | 1:13.334 |          | 11      |
| 12                  | 63 | George Russell   | Mercedes              | 1:13.326 | 1:13.447 |          | 12      |
| 13                  | 24 | Guanyu Zhou      | Alfa Romeo-Ferrari    | 1:13.677 | 1:13.521 |          | 13      |
| 14                  | 21 | Nyck de Vries    | AlphaTauri-RBPT       | 1:13.581 | 1:14.083 |          | 14      |
| 15                  | 22 | Yuki Tsunoda     | AlphaTauri-RBPT       | 1:13.862 | 1:14.477 |          | 15      |
| 16                  | 77 | Valtteri Bottas  | Alfa Romeo-Ferrari    | 1:13.977 |          |          | 16      |
| 17                  | 20 | Kevin Magnussen  | Haas-Ferrari          | 1:14.042 |          |          | 17      |
| 18                  | 23 | Alexander Albon  | Williams-Mercedes     | 1:14.063 |          |          | 18      |
| 19                  | 16 | Charles Leclerc  | Ferrari               | 1:14.079 |          |          | PL2     |
| 20                  | 2  | Logan Sargeant   | Williams-Mercedes     | 1:14.699 |          |          | PL2     |
| 107% Temps:1:18.042 |    |                  |                       |          |          |          |         |
| Font:               |    |                  |                       |          |          |          |         |

Notes
- ^1 – Pierre Gasly va ser penalitzat en sis posicions a la graella de sortida per atrapallar a Carlos Sainz i Max Verstappen a la qualificació.
- ^1 – Charles Leclerc i Logan Sargeant van llargar del ptilane després de reparar els seus respectius monoplaces al parc tancat.

## Resultats de la cursa

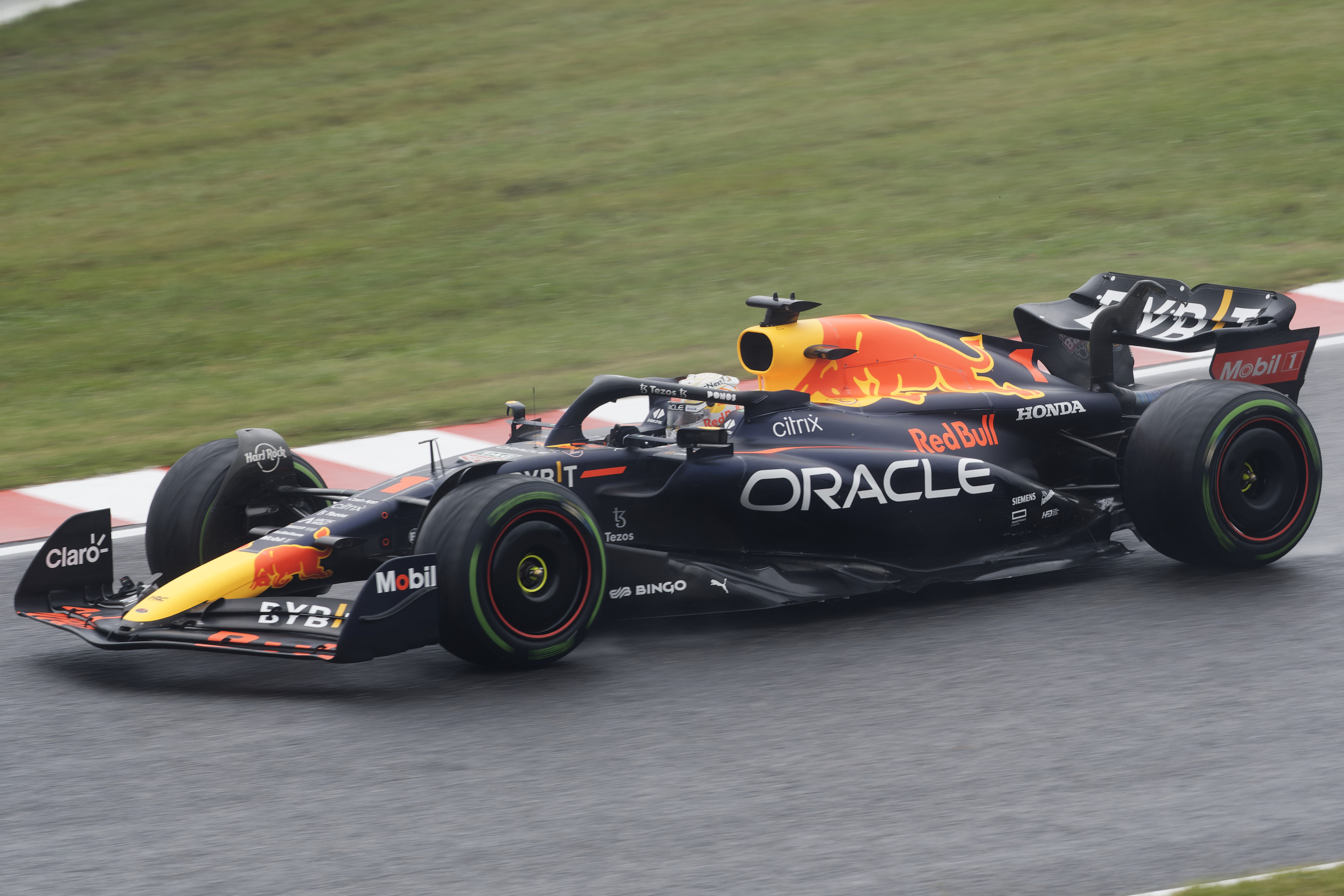
Max Verstappen va dominar el Gran Premi liderant els tres entrenaments lliures i guanyant el seu tercer Grand Chelem a la F1.

La cursa fou realitzat el dia 4 de juny.
| Pos.                                                                      | Nº | Pilot            | Equip/Motor           | Voltes | Temps/Retirada | Graella | Punts |
| ------------------------------------------------------------------------- | -- | ---------------- | --------------------- | ------ | -------------- | ------- | ----- |
| 1                                                                         | 1  | Max Verstappen   | Red Bull-RBPT         | 66     | 1:27:57.940    | 1       | 261   |
| 2                                                                         | 44 | Lewis Hamilton   | Mercedes              | 66     | +24.090        | 4       | 18    |
| 3                                                                         | 63 | George Russell   | Mercedes              | 66     | +32.389        | 12      | 15    |
| 4                                                                         | 11 | Sergio Pérez     | Red Bull-RBPT         | 66     | +35.812        | 11      | 12    |
| 5                                                                         | 55 | Carlos Sainz Jr. | Ferrari               | 66     | +45.698        | 2       | 10    |
| 6                                                                         | 18 | Lance Stroll     | Aston Martin-Mercedes | 66     | +1:03.320      | 5       | 8     |
| 7                                                                         | 14 | Fernando Alonso  | Aston Martin-Mercedes | 66     | +1:04.127      | 8       | 6     |
| 8                                                                         | 31 | Esteban Ocon     | Alpine-Renault        | 66     | +1:09.242      | 6       | 4     |
| 9                                                                         | 24 | Guanyu Zhou      | Alfa Romeo-Ferrari    | 66     | +1:11.878      | 13      | 2     |
| 10                                                                        | 10 | Pierre Gasly     | Alpine-Renault        | 66     | +1:13.530      | 10      | 1     |
| 11                                                                        | 16 | Charles Leclerc  | Ferrari               | 66     | +1:14.419      | PL      |       |
| 12                                                                        | 22 | Yuki Tsunoda     | AlphaTauri-RBPT       | 66     | +1:15.4162     | 15      |       |
| 13                                                                        | 81 | Oscar Piastri    | McLaren-Mercedes      | 65     | +1 volta       | 9       |       |
| 14                                                                        | 21 | Nyck de Vries    | AlphaTauri-RBPT       | 65     | +1 volta       | 14      |       |
| 15                                                                        | 27 | Nico Hülkenberg  | Haas-Ferrari          | 65     | +1 volta       | 7       |       |
| 16                                                                        | 23 | Alexander Albon  | Williams-Mercedes     | 65     | +1 volta       | 18      |       |
| 17                                                                        | 4  | Lando Norris     | McLaren-Mercedes      | 65     | +1 volta       | 3       |       |
| 18                                                                        | 20 | Kevin Magnussen  | Haas-Ferrari          | 65     | +1 volta       | 17      |       |
| 19                                                                        | 77 | Valtteri Bottas  | Alfa Romeo-Ferrari    | 65     | +1 volta       | 16      |       |
| 20                                                                        | 2  | Logan Sargeant   | Williams-Mercedes     | 65     | +1 volta       | PL      |       |
| Volta ràpida: — Max Verstappen (Red Bull-RBPT) – 1:16.330 (a la volta 61) |    |                  |                       |        |                |         |       |
| Font:                                                                     |    |                  |                       |        |                |         |       |

Notes
- ^1  – Inclòs 1 punt extra per la volta ràpida.
- ^2  – Yuki Tsunoda va finalitzar en 9è, però va ser penalitzat en cinc segons al seu temps final per forçar Guanyu Zhou a sortir de la pista

## Classificació després de la cursa
| Pos. | Pilot           | Punts | Canvis |
| ---- | --------------- | ----- | ------ |
| 1    | Max Verstappen  | 170   | =      |
| 2    | Sergio Pérez    | 117   | =      |
| 3    | Fernando Alonso | 99    | =      |
| 4    | Lewis Hamilton  | 87    | =      |
| 5    | George Russell  | 65    | =      |

| Pos. | Constructor           | Punts | Canvis |
| ---- | --------------------- | ----- | ------ |
| 1    | Red Bull-RBPT         | 287   | =      |
| 2    | Mercedes              | 152   | 1      |
| 3    | Aston Martin-Mercedes | 134   | 1      |
| 4    | Ferrari               | 100   | =      |
| 5    | Alpine-Renault        | 40    | =      |